# Élections législatives de 1932 dans le Doubs
Les élections législatives de 1932 ont eu lieu les 1er et 8 mai 1932.

## Élus
|   | Circonscription | Député élu             |  | Groupe parlementaire                      |
| - | --------------- | ---------------------- |  | ----------------------------------------- |
| 1 | Baume-les-Dames | Léonel de Moustier     |  | Républicain et social                     |
| 2 | 1re de Besançon | Julien Durand          |  | Républicain radical et radical-socialiste |
| 3 | 2e de Besançon  | Pierre Baudouin-Bugnet |  | Non-Inscrits                              |
| 4 | Montbéliard     | René Rücklin           |  | Parti socialiste                          |
| 5 | Pontarlier      | Georges Pernot         |  | Républicain et social                     |

## Résultats à l'échelle du département
| Partis         | Partis                                          | Premier tour | Premier tour | Deuxième tour | Deuxième tour | Sièges |
| Partis         | Partis                                          | Voix         | %            | Voix          | %             | Sièges |
| -------------- | ----------------------------------------------- | ------------ | ------------ | ------------- | ------------- | ------ |
|                | Parti républicain radical et radical-socialiste | 22 023       | 33,01        | 6 527         | 20,00         | 1      |
|                | Républicains indépendants                       | 17 154       | 25,71        | 13 200        | 40,45         | 1      |
|                | Fédération républicaine                         | 12 817       | 19,21        |               |               | 2      |
|                | Section française de l'Internationale ouvrière  | 10 854       | 16,27        | 12 225        | 37,46         | 1      |
|                | Parti communiste-SFIC                           | 2 886        | 4,33         | 344           | 1,05          | 0      |
|                | Radicaux indépendants                           | 437          | 0,65         |               |               | 0      |
|                | Divers                                          | 548          | 0,82         | 335           | 1,03          | 0      |
|                |                                                 |              |              |               |               |        |
| Inscrits       | Inscrits                                        | 80 281       | 100,00       | 40 682        | 100,00        | 5      |
| Votants        | Votants                                         | 67 242       | 83,76        | 33 563        | 82,50         |        |
| Abstentions    | Abstentions                                     | 13 039       | 16,24        | 7 119         | 17,50         |        |
| Blancs et nuls | Blancs et nuls                                  | 523          | 0,78         | 932           | 2,78          |        |
| Exprimés       | Exprimés                                        | 66 719       | 99,22        | 32 631        | 97,22         |        |

## Résultats par arrondissement

### Arrondissement de Baume-les-Dames
| Candidats      | Candidats          | Étiquette           | Premier tour | Premier tour |
| Candidats      | Candidats          | Étiquette           | Voix         | %            |
| -------------- | ------------------ | ------------------- | ------------ | ------------ |
|                | Léonel de Moustier | FR                  | 6 217        | 56,69        |
|                | Reynes             | PRRRS               | 2 830        | 25,81        |
|                | Richard            | SFIO                | 1 093        | 9,97         |
|                | Durand             | Radical indépendant | 437          | 3,99         |
|                | Divers             | Divers              | 389          | 3,55         |
|                |                    |                     |              |              |
| Inscrits       | Inscrits           | Inscrits            | 13 567       | 100,00       |
| Votants        | Votants            | Votants             | 11 052       | 81,46        |
| Abstention     | Abstention         | Abstention          | 2 515        | 18,54        |
| Blancs et nuls | Blancs et nuls     | Blancs et nuls      | 86           | 0,78         |
| Exprimés       | Exprimés           | Exprimés            | 10 966       | 99,22        |

### Arrondissement de Besançon

#### 1recirconscription
| Candidats      | Candidats      | Étiquette               | Premier tour | Premier tour | Deuxième tour | Deuxième tour |
| Candidats      | Candidats      | Étiquette               | Voix         | %            | Voix          | %             |
| -------------- | -------------- | ----------------------- | ------------ | ------------ | ------------- | ------------- |
|                | Julien Durand  | PRRRS                   | 4 981        | 45,03        | 6 527         | 59,33         |
|                | Rouch          | Républicain indépendant | 4 102        | 37,08        | 4 131         | 37,55         |
|                | David          | SFIO                    | 1 323        | 11,96        |               |               |
|                | Nicod          | PC-SFIC                 | 656          | 5,93         | 344           | 3,13          |
|                |                |                         |              |              |               |               |
| Inscrits       | Inscrits       | Inscrits                | 13 811       | 100,00       | 13 810        | 100,00        |
| Votants        | Votants        | Votants                 | 11 267       | 81,58        | 11 133        | 80,62         |
| Abstention     | Abstention     | Abstention              | 2 544        | 18,42        | 2 677         | 19,38         |
| Blancs et nuls | Blancs et nuls | Blancs et nuls          | 205          | 1,82         | 131           | 1,18          |
| Exprimés       | Exprimés       | Exprimés                | 11 062       | 98,18        | 11 002        | 98,82         |

#### 2ecirconscription
| Candidats      | Candidats              | Étiquette               | Premier tour | Premier tour |
| Candidats      | Candidats              | Étiquette               | Voix         | %            |
| -------------- | ---------------------- | ----------------------- | ------------ | ------------ |
|                | Pierre Baudouin-Bugnet | Républicain indépendant | 5 478        | 50,66        |
|                | Vernier                | PRRRS                   | 4 771        | 44,12        |
|                | Ioffé                  | SFIO                    | 444          | 4,11         |
|                | Bideaux                | PC-SFIC                 | 120          | 1,11         |
|                |                        |                         |              |              |
| Inscrits       | Inscrits               | Inscrits                | 12 638       | 100,00       |
| Votants        | Votants                | Votants                 | 10 813       | 85,56        |
| Abstention     | Abstention             | Abstention              | 1 825        | 14,44        |
| Blancs et nuls | Blancs et nuls         | Blancs et nuls          | 0            | 0,00         |
| Exprimés       | Exprimés               | Exprimés                | 10 813       | 100,00       |

### Arrondissement de Montbéliard
| Candidats      | Candidats      | Étiquette               | Premier tour | Premier tour | Deuxième tour | Deuxième tour |
| Candidats      | Candidats      | Étiquette               | Voix         | %            | Voix          | %             |
| -------------- | -------------- | ----------------------- | ------------ | ------------ | ------------- | ------------- |
|                | René Rücklin   | SFIO                    | 7 994        | 35,91        | 12 225        | 56,52         |
|                | Baufle         | Républicain indépendant | 7 574        | 34,02        | 9 069         | 41,93         |
|                | Bonardi        | PRRRS                   | 4 717        | 21,19        |               |               |
|                | Vernot         | PC-SFIC                 | 1 916        | 8,61         |               |               |
|                | Divers         | Divers                  | 62           | 0,28         | 335           | 1,55          |
|                |                |                         |              |              |               |               |
| Inscrits       | Inscrits       | Inscrits                | 26 846       | 100,00       | 26 872        | 100,00        |
| Votants        | Votants        | Votants                 | 22 462       | 83,67        | 22 430        | 83,47         |
| Abstention     | Abstention     | Abstention              | 4 384        | 16,33        | 4 442         | 16,53         |
| Blancs et nuls | Blancs et nuls | Blancs et nuls          | 199          | 0,89         | 801           | 3,57          |
| Exprimés       | Exprimés       | Exprimés                | 22 263       | 99,11        | 21 629        | 96,43         |

### Arrondissement de Pontarlier
| Candidats      | Candidats      | Étiquette      | Premier tour | Premier tour |
| Candidats      | Candidats      | Étiquette      | Voix         | %            |
| -------------- | -------------- | -------------- | ------------ | ------------ |
|                | Georges Pernot | FR             | 6 600        | 56,82        |
|                | Charlin        | PRRRS          | 4 724        | 40,67        |
|                | Guillemin      | PC-SFIC        | 194          | 1,67         |
|                | Divers         | Divers         | 97           | 0,84         |
|                |                |                |              |              |
| Inscrits       | Inscrits       | Inscrits       | 13 419       | 100,00       |
| Votants        | Votants        | Votants        | 11 648       | 86,80        |
| Abstention     | Abstention     | Abstention     | 1 771        | 13,20        |
| Blancs et nuls | Blancs et nuls | Blancs et nuls | 33           | 0,28         |
| Exprimés       | Exprimés       | Exprimés       | 11 615       | 99,72        |